# African Dub
African Dub – siedemnasty album studyjny Michaela Rose’a, jamajskiego wykonawcy muzyki reggae.
Płyta została wydana w roku 2006 przez holenderską wytwórnię M Records. Znalazły się na niej zdubowane wersje piosenek z poprzedniego albumu artysty, African Roots. Miksu utworów dokonali w Twilight Studio w Nijmegen Ryan Moore, Nick "Manasseh" Raphael oraz Steven Stanley. Produkcją całości zajął się Ryan Moore.

## Lista utworów
1. "Dub Thunder"
2. "Wicked Dub"
3. "Throw Some Dub"
4. "Dub Glitter"
5. "Days Of Dub"
6. "Binghi Dub"
7. "Wan Fi Dub"
8. "Dub Burial"
9. "African Dub"
10. "No Burial Dub (Manasseh Dubwise Remix)"